# عمارت دادگستری شهرستان بیر
عمارت دادگاه قضایی شهرستان بیر (به انگلیسی: Bexar County Courthouse) عمارتی زیبا و تاریخی در شهر سن آنتونیو در تگزاس است.
سبک معماری این بنا، تجدد رومانسکی (به انگلیسی: Romanesque Revival) است و از سنگ گرانیت قرمز ساخته شده.

## پیشینه
بنای اولیهٔ این عمارت که کماکان به عنوان بنای دادگاه مرکزی شهرستان بیر فعالیت دارد، بسال ۱۷۴۲ میلادی و با نام Casas Reales ساخته گردید.
تا اینکه در ۱۸۹۱، جیمز رایلی گوردن، معمار مشهور بناهای دولتی، این بنای خانه عدالت را به صورت کنونی تغییر داد.
از سال ۱۹۷۷ تا کنون، این بنا یک میراث تاریخی حفاظت شده آمریکا بوده‌است.

## نگارخانه

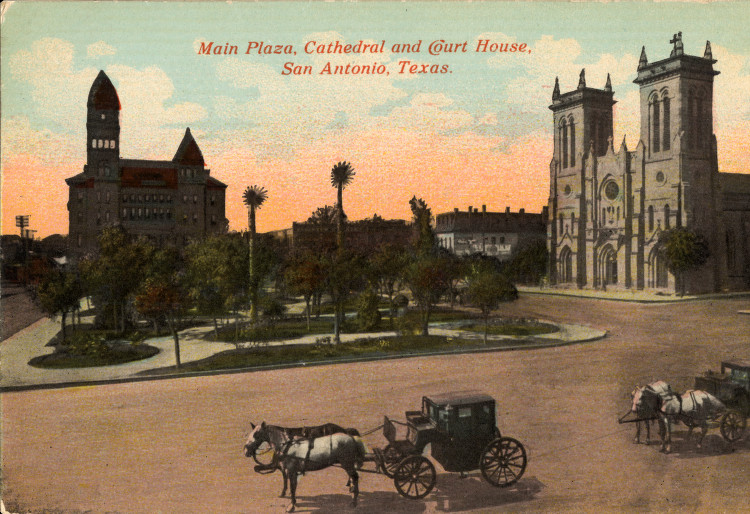
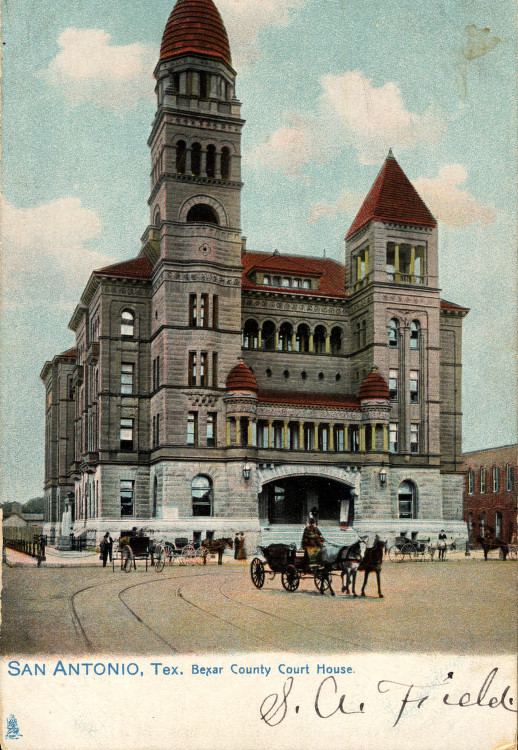